# Giuffria
Giuffria ist eine US-amerikanische Rockband der 1980er Jahre. Ihr Stil wird dem Adult Oriented Rock (AOR) zugeordnet.

## Geschichte
Die AOR-Band wurde Anfang der 1980er-Jahre von Keyboarder Gregg Giuffria gegründet, der in den 1970er Jahren Musiker in der amerikanischen Rockband Angel war. Weitere Band-Musiker waren Sänger David Glen Eisley, Bassist Chuck Wright, Schlagzeuger Alan Krigger und Gitarrist Craig Goldy.
Im Jahr 1984 erhielt die Band einen Plattenvertrag bei dem Label MCA Records, noch im gleichen Jahr erschien das erste, selbstbetitelte Album. Dieses kletterte bis auf Position 26 der US-amerikanischen Albumcharts und die erste Single Call To The Heart erreichte Platz 15 in den Billboard Hot 100. Der Band gelang im Jahr 1985 mit dem Song Lonely in Love ein weiterer Charterfolg. In der Folge traten Giuffria unter anderem im Vorprogramm von großen Rockbands wie Deep Purple und Foreigner auf und tourten in Japan.
Craig Goldy und Chuck Wright verließen die Band, sie wurden durch Lanny Cordola und David Sikes ersetzt. Im Jahr 1986 erschien das zweite Album der Band unter dem Titel Silk & Steel. Obwohl es Platz 60 der Albumcharts erreichte und sich die erste Single I Must Be Dreaming (eine Coverversion des Mink DeVille Songs) auf Platz 52 der Hot 100 positionieren konnte, kündigte die Plattenfirma MCA  den Plattenvertrag.
Kurz darauf löste sich auch die Band auf und Gregg Giuffria gründete mit Lanny Cordola (gt.) und Chuck Wright (bs.) unter der Regie des Kiss-Musikers Gene Simmons die Hard-Rock-Band House of Lords.

## Diskografie

### Studioalben
| Jahr | Titel        | Höchstplatzierung, Gesamtwochen, AuszeichnungChartsChartplatzierungen (Jahr, Titel, Platzierungen, Wochen, Auszeichnungen, Anmerkungen) | Anmerkungen                        |
| Jahr | Titel        | US | Anmerkungen                        |
| ---- | ------------ | --- | ---------------------------------- |
| 1985 | Giuffria     | US26 (29 Wo.)US | Erstveröffentlichung: Februar 1985 |
| 1986 | Silk + Steel | US60 (14 Wo.)US | Erstveröffentlichung: Mai 1986     |

### Singles
| Jahr | Titel Album                     | Höchstplatzierung, Gesamtwochen, AuszeichnungChartsChartplatzierungen (Jahr, Titel, Album, Platzierungen, Wochen, Auszeichnungen, Anmerkungen) | Anmerkungen                        |
| Jahr | Titel Album                     | US | Anmerkungen                        |
| ---- | ------------------------------- | --- | ---------------------------------- |
| 1984 | Call to the Heart Giuffria      | US15 (19 Wo.)US | Erstveröffentlichung: Oktober 1984 |
| 1985 | Lonely in Love Giuffria         | US57 (8 Wo.)US | Erstveröffentlichung: März 1985    |
| 1986 | I Must Be Dreaming Silk + Steel | US52 (10 Wo.)US | Erstveröffentlichung: April 1986   |

Weitere Singles
- 1984: Do Me Right
- 1986: Love You Forever